# La Verrière
La Verrière is een gemeente in het Franse departement Yvelines (regio Île-de-France) en telt 6068 inwoners (2005). De plaats maakt deel uit van het arrondissement Rambouillet en is een van de twaalf gemeenten van de nieuwe stad Saint-Quentin-en-Yvelines.

## Geografie
De oppervlakte van La Verrière bedraagt 1,8 km², de bevolkingsdichtheid is 3371,1 inwoners per km².

## Verkeer en vervoer
In de gemeente ligt spoorwegstation La Verrière.
De onderstaande kaart toont de ligging van La Verrière met de belangrijkste infrastructuur en aangrenzende gemeenten.

## Demografie
Onderstaande figuur toont het verloop van het inwonertal (bron: INSEE-tellingen).